# 2012年后港补选
2012年舉行的新加坡國會議員后港单选区補選，導因於原任之新加坡工人党籍议员饶欣龙於當年2月15日遭开除党籍，国会议长柏默依据《新加坡共和国宪法》，于2月22日宣布后港议席悬空，从开除党籍当天起生效。該选区随即在5月26日进行补选，由當地选民选出替補的国会议员。
这是新加坡在21世纪举行的第一次國會議員补选，提名日為5月16日，投票日5月26日。本次补选共有2万3368位合格选民，工人党籍方荣发以62.08%的得票率，为该党保住后港单选区议席。

## 原议员开除党籍
新加坡工人党开除后港单选区议员饶欣龙的党员身份，引发本次补选。这次事件也使饶欣龙丧失工人党财政相關职务。依据《新加坡共和国宪法》第46(2)(b)条文规定，一名国会议员在竞选期间所代表的政党，若该名议员遭该政党开除党籍，则该名议员的国会议席依法悬空。新加坡在1993年发生过议员开除党籍事件，詹时中遭新加坡民主党开除，然而新加坡高等法庭于同年12月下令恢复詹时中党籍和议员身份。

## 脚注
1. ↑  CONSTITUTION 1999.
2. ↑  Ng 2012.
3. ↑  Musfirah 2012.
4. 1 2  CNA & 20120217.
5. ↑  Lee 2012.
6. ↑  Leifer 1995，第150頁.
7. ↑  Tan 1999，第115頁.

## 延伸阅读
- Chan, Joanne. . Channel NewsAsia. 2012-02-15  [2021-01-23]. （原始内容存档于2017-04-29）.